# Rezerwat przyrody Międzyrzecze
Rezerwat przyrody „Międzyrzecze” – leśny rezerwat przyrody położony na terenie gminy Szudziałowo w województwie podlaskim. Leży w granicach Parku Krajobrazowego Puszczy Knyszyńskiej.
Powierzchnia rezerwatu wynosi 250,80 ha (akt powołujący podawał 249,86 ha).
Przedmiotem ochrony są fragmenty Puszczy Knyszyńskiej odznaczające się urozmaiconą rzeźbą terenu oraz występowaniem licznych źródlisk, dobrze wykształconych, charakterystycznych dla tego obszaru zbiorowisk roślinnych, jak też wielu chronionych gatunków roślin.